# Procladius ruris
Procladius ruris är en tvåvingeart som beskrevs av Roback 1971. Procladius ruris ingår i släktet Procladius och familjen fjädermyggor. Inga underarter finns listade i Catalogue of Life.